# Spurio Nauzio Rutilo (console 316 a.C.)
Spurio Nauzio Rutilo (fl. IV secolo a.C.) è stato un politico romano.

## Biografia
Fu eletto console nel 316 a.C., con il collega Marco Popilio Lenate. I due consoli rimasero a Roma, poiché il comando delle operazioni contro i Sanniti, fu preso dal dittatore Lucio Emilio Mamercino Privernate.